# Université du Nord-Est (États-Unis)
L'université du Nord-Est (en anglais : Northeastern University) est une université située à Boston, dans le Massachusetts, aux États-Unis.
Établie en 1898, elle possède huit facultés et héberge plus de 35 centres de recherche et d'éducation spécialisés et s'est rapidement diversifiée pour offrir un large choix d'études. Elle est réputée pour son programme « co-op » qui permet aux étudiants de passer deux périodes de six mois en stage. En conséquence, la durée des études, habituellement de quatre ans aux États-Unis, est allongée à cinq années pour ce programme.
Le corps professoral de l'université compte notamment l'ancien gouverneur du Massachusetts et candidat à la présidence en 1988, Michael Dukakis.

## Admissions
En 2011, l'université a reçu plus 42 948 demandes d'inscription pour les programmes de bachelor pour le second semestre, ce qui est le nombre le plus important de toutes les universités privées des États-Unis. Pour cette même année, les admissions ont chuté à un record de 34,3 %. L'admission est considérée comme « hautement compétitive » selon US News and World Report et classant l'université au rang de 62e au niveau mondial.

## Facultés
L’université est composée des facultés suivantes au niveau undergraduate et graduate :
- Le College of Arts and Sciences
- La School of Architecture (école d’architecture)
- La School of Journalism (école de journalisme)
- La D'Amore-McKim School of Business (école de commerce)
- School of Technological Entrepreneurship
- College of Computer and Information Science
- College of Engineering (école d'ingénierie)
- School of Law (école de droit)
- Bouvé College of Health Sciences
- School of Pharmacy
- School of Education
- School of Medicine (école de médecine)
- School of Nursing (école d'infirmières)
- School of Public Policy and Urban Affairs
- Department of Law and Public Policy
- College of Science

## Personnalités liées à l'université

### Professeurs
- Jonathan Esole

### Étudiants
- Dechen Wangmo, ministre de la Santé du Bhoutan
- Fatiya Diene Mazza, architecte sénégalaise
- Mariam Tendou Kamara, Consultante et experte onusienne de nationalité guinéenne
- Marianne Schmid Mast, psychologue suisse
- Toby Fox, compositeur et développeur de jeux vidéo, connu pour ses jeux Undertale et Deltarune